# Allan D'Arcangelo
Pour les articles homonymes, voir D'Arcangelo.
Allan D'Arcangelo (né le 16 juin 1930 à Buffalo et mort le 17 décembre 1998  à New York) est un peintre, sérigraphe et graveur américain.

## Biographie
Associé au pop art, Allan D'Arcangelo est surtout connu pour ses tableaux représentant des routes et la signalisation routière. Full Moon, peint en 1962, met ainsi en scène la progression d'un automobile, de nuit, à l'approche d'une station-service dont l'enseigne orange Gulf finit par dominer la scène telle une Lune.